# John Harvey (Schriftsteller)
John Harvey (* 21. Dezember 1938 in London) ist ein britischer Kriminal- und Westernschriftsteller. Seine Westernromane schrieb er unter den Pseudonymen John J. McLaglen, William S. Brady oder John B. Harvey.

## Leben
John Harvey studierte an der Universität London und unterrichtete im Anschluss Englisch und Theater, zuerst in Heanor (Derbyshire), später in Andover und Stevenage. Es folgte ein Amerikanistik-Studium an der Universität Nottingham, wo er zwischen 1980 und ’86 als Dozent Film und amerikanische Literatur unterrichtete. 2009 erhielt er einen Ehrendoktor der Universität Nottingham.
John Harvey ist der Autor von mehr als hundert Büchern, darunter Kriminal- und Westernromane, aber auch Jugendbücher, Gedichtbände sowie Drehbücher für das Fernsehen und Radiotexte. Zwischen 1977 und 1999 betrieb er den Verlag Slow Dancer Press. Als Jazzmusiker nahm er 1995 einige seiner Gedichte mit der Jazz-Band »Second Nature« unter dem Titel Ghosts of a Chance auf.
Bekannt wurde Harvey mit einer Serie von in Nottingham angesiedelten Kriminalromanen um den Polizeiinspektor Charlie Resnick. Sein erster Resnick-Krimi Lonely Hearts (1989) gilt inzwischen als Meisterwerk und wurde von der Londoner Times in die Liste der '100 besten Krimis des 20. Jahrhunderts' aufgenommen. Harvey stellte die Serie um Resnick nach elf Romanen und einigen Kurzgeschichten 2008 ein.
John Harvey lebt mit seiner Lebensgefährtin und ihrer gemeinsamen Tochter in Nottingham.

## Auszeichnungen
- 1997 Preis für den besten ausländischen Roman der Vereinigung französischer Krimischriftsteller für Off Minor
- 1998 Sherlock Award für Last Rites
- 2000 Grand Prix du Roman Noir Étranger für Cold Light
- 2004 Silver Dagger für Flesh and Blood
- 2004 Barry Award – Kategorie Bester britischer Kriminalroman für Flesh and Blood
- 2007 Cartier Diamond Dagger in Anerkennung seines Lebenswerkes
- 2008 Krimi des Jahres 2007 (Platz 8) in der KrimiWelt-Bestenliste für Schrei nicht so laut (Original: Flesh and Blood)
- 2019 Bad Sex in Fiction Award für Pax

## Werke (Auswahl)

### Die Scott Mitchell-Reihe
- Amphetamines and Pearls. Sphere Books, London 1976, ISBN 0-7221-4385-0.
- The Geranium Kiss. Sphere Books, London 1976, ISBN 0-7221-4406-7.
- Junkyard Angel. Sphere Books, London 1977, ISBN 0-7221-4407-5.
- Neon Madman, Sphere Books, London 1977, ISBN 0-7221-4408-3.
- Frame. Severn House, London 1995, ISBN 0-7278-4838-0 (EA London 1979).
- Blind. Magnum Press, London 1981, ISBN 0-417-05380-0.
- Endgame. New English Library, London 1982, ISBN 0-450-04848-9 (unter dem Pseudonym James Mann).
- Dancer Draws a Wild Card. Hale, London 1985, ISBN 0-7090-2210-7 (unter dem Pseudonym Terry Lennox).

### Die Charlie Resnick-Reihe
- Lonely Hearts. Penguin, London 1989, ISBN 0-14-010416-X.
  - Verführung zum Tod. Dtv, München 2009, ISBN 978-3-423-21112-3 (EA München 1993).[1]
- Rough Treatment. Viking, London 1990, ISBN 0-670-82644-8.
  - Spezialbehandlung. Goldmann, München 1993, ISBN 3-442-41454-7.[2]
- Cutting Edge. Viking, London 1991, ISBN 0-670-83186-7.
  - Tiefer Schnitt. Dtv, München 2009, ISBN 978-3-423-21146-8.[2]
- Off Minor. Mandarin Books, London 1996, ISBN 0-7493-2155-5 (EA London 1992).
  - Vermisst. Goldmann, München 1994, ISBN 3-442-41456-3.[2]
  - Der Kinderfänger. Dtv, München 2010, ISBN 978-3-423-21202-1.[1]
- Wasted Years. Viking, London 1993, ISBN 0-670-84534-5.
- Cold Light. Heinemann, London 1994, ISBN 0-434-00119-8.
  - Nebel über den Fluß. Goldmann, München 1996, ISBN 3-442-43138-7.[2]
  - Nebel über dem Fluss. Dtv, München 2010, ISBN 978-3-423-21242-7.[1]
- Living Proof. Heinemann, London 1995, ISBN 0-434-00121-X.
- Easy Meat. Heinemann, London 1996, ISBN 0-434-00314-X.
  - Das Fleisch ist schwach. Dtv, München 2011, ISBN 978-3-423-21279-3.[3]
- Still Water. Heinemann, London 1997, ISBN 0-434-00326-3.
- Last Rites. Heinemann, London 1998, ISBN 0-434-00328-X.
- Now´s the Time. Heinemann, London 2002, ISBN 0-434-01027-8 (Erzählungen, EA London 1999).
- Cold in Hand. Heinemann, London 2008, ISBN 978-0-434-01694-5.
  - Pass auf dich auf. Dtv, München 2012, ISBN 978-3-423-21346-2.[3]
- Darkness, Darkness (Resnick's last case). Heinemann, London 2014
  - Unter Tage (Resnicks letzter Fall). Ars vivendi, Cadolzburg 2016, ISBN 978-3-869-13723-0.[4]

### Deathshop Zyklus
- Kill Hitler. Corgi Books, London 1976, ISBN 0-552-10206-7.
- Forest to death. Corgi Books, London 1977, ISBN 0-552-10351-9.
- Lightning strikes. Corgi Books, London 1977, ISBN 0-552-10401-9.

### Die Frank Elder-Reihe
- Flesh and Blood. Heinemann, London 2004, ISBN 0-434-01223-8.
  - Schrei nicht so laut. Dtv, München 2007, ISBN 978-3-423-20956-4.[3]
- Ash and Bone. Heinemann, London 2005, ISBN 0-434-01224-6.
  - Schau nicht zurück. Dtv, München 2007, ISBN 978-3-423-21012-6.[3]
- Darkness and Light. Heinemann, London 2006, ISBN 0-434-01445-1.
  - Schlaf nicht zu lange. Dtv, München 2008, ISBN 978-3-423-21064-5.[3]

### Grayson & Walker Reihe
- Gone to Ground. Heinemann, London 2007, ISBN 978-0-15-101363-0.
  - Splitterndes Glas. Ein Fall für Will Grayson und Helen Walker. Dtv, München 2011, ISBN 978-3-423-21322-6.[3]
- Far Cry. Heinemann, London 2009, ISBN 978-0-434-01692-1.
  - Schrei aus der Ferne. Ein Fall für Will Grayson und Helen Walker. Dtv, München 2012, ISBN 978-3-423-21392-9,[3]

### Standalones
Romane
- In A True Light. Heinemann, London 2001, ISBN 0-434-00996-2.
- Nick's Blues. Five Leaves Books, Nottingham 2008, ISBN 978-1-905512-46-1.

Erzählungen
- Minor Key. Heinemann, London 2009.
- A Darker Shade of Blue. Heinemann, London 2010, ISBN 978-0-434-02033-1.

### Sachbücher
- Herbie Rides Again. Adapted from „Walt Disney Productions“. New English Library, London 1977, ISBN 0-450-03140-3.
  - Herbie, der tolle Käfer. Delphin Verlag, Zürich 1978, ISBN 3-7735-0407-1 (das Buch zum Film; übersetzt von Ginny Boxer).